# Hart Mountain
Der Hart Mountain ist ein 2444 m hoher Berg im Lake County (Oregon, USA). Er liegt ca. 50 Kilometer östlich von Lakeview. Der höchste Gipfel trägt den Namen Warner Peak. Ein weiterer Gipfelpunkt ist der 2354 Meter hohe Hart Peak. Geologisch handelt es sich bei dem Massiv um ein Bruchschollengebirge.

Hart Mountain ist Teil eines Naturschutzgebiets, des Hart Mountain National Antelope Refuge für Tiere wie den Gabelbock oder das Dickhornschaf. Die Seen westlich des Berges sind Heimat für viele Wasservogelarten und werden vom Bureau of Land Management verwaltet.